# مدينة ملاهي بريبيات
مدينة ملاهي بريبيات هي مدينة ترفيهية مهجورة تقع في بريبيات، أوكرانيا. كان من المقرر افتتاحها في 1 مايو 1986، بالتزامن مع احتفالات عيد العمال، ولكن تم إلغاء هذه الخطط في 26 أبريل، عندما وقعت كارثة تشيرنوبيل على بعد بضعة كيلومترات. أفادت عدة مصادر أن الحديقة افتتحت لفترة قصيرة في 27 أبريل قبل الإعلان عن إخلاء المدينة.